# 三河屋利兵衛
三河屋 利兵衛（みかわや りへえ、生没年不詳）とは江戸時代の江戸の地本問屋。

## 来歴
三利と略す。天明から万延年間にかけて馬喰町2丁目伊兵衛店、豊島通1丁目清兵衛店、後その間嘉永期には鎌倉横町金右衛門店において地本問屋を営業している。地本草紙問屋元組（古組）の一軒であった。万延1年（1860年）12月に株を鍵屋庄兵衛に譲っている。歌川国貞、歌川国芳の錦絵を出版している。

## 作品
- 歌川国貞 「両花道振袖（みちゆきついのふりそで）」 大判2枚続 錦絵 天保11年（1840年） 国立劇場所蔵
- 歌川国芳 「風流人形 忠臣蔵之図」 大判2枚続 錦絵 安政3年（1856年）